# Движущие колёсные пары

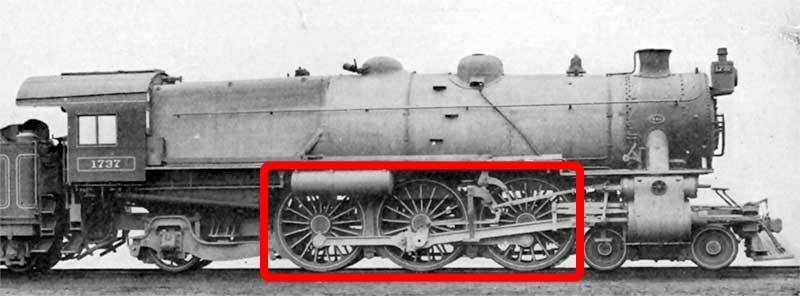
Движущие колёсные пары (обведены) паровоза типа 2-3-1

Движущие колёсные пары (сцепные колёсные пары, сцепные оси, движущие колёса и т. д.) — колёсные пары, на которые непосредственно передаются тяговые усилия от двигателей локомотива или моторного вагона МВПС. Движущие колёсные пары приводят в движение локомотив за счёт взаимодействия с рельсами: «сцепляясь» (отсюда и второе название — сцепные) с рельсом, движущая колёсная пара преобразует крутящий момент от двигателя в силу тяги. Сумма сил тяги всех движущих колёс локомотива составляет силу тяги локомотива. Сумма нагрузок от всех движущих колёсных пар локомотива на рельсы есть сцепной вес локомотива.